# Wielki pęk atmosferyczny

Struktura wielkiego pęku

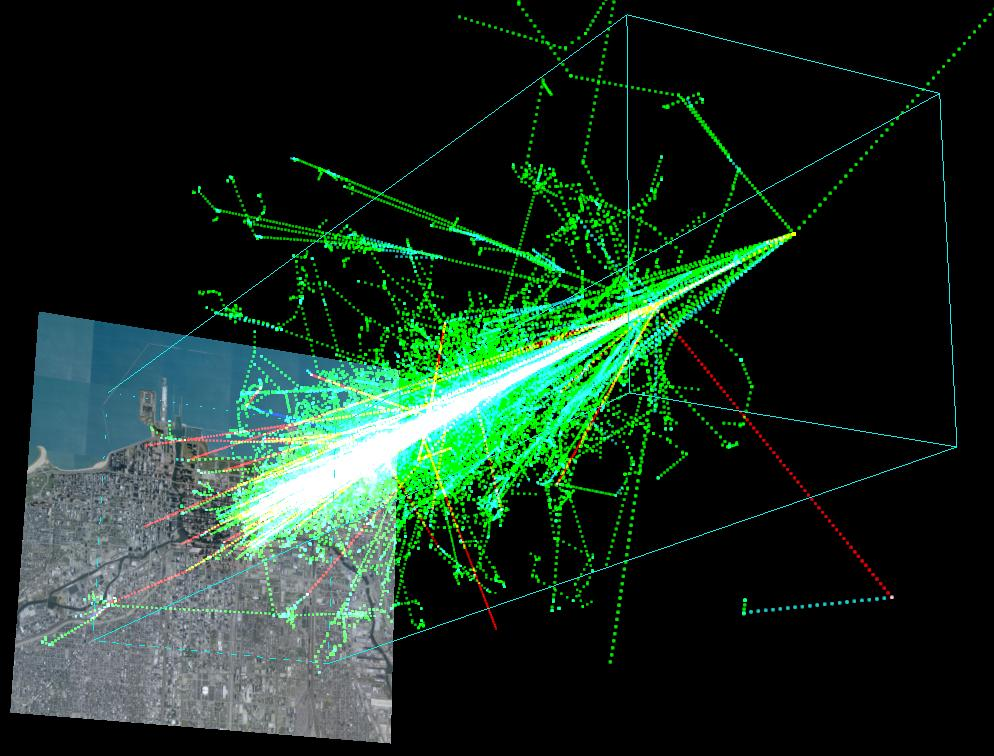
Wielki pęk atmosferyczny powstały w wyniku uderzenia protonu o energii 1 TeV w atmosferę 20 km nad powierzchnią Ziemi. Symulacja wykonana za pomocą pakietu AIRES

Wielki pęk atmosferyczny – kaskada cząstek i fotonów powstająca w atmosferze Ziemi, wywołana pojedynczą cząstką promieniowania kosmicznego o dużej energii, rzędu 1012 eV i większej.

## Historia
Występowanie wielkich pęków atmosferycznych po raz pierwszy było stwierdzone przez Pierre'a Augera w roku 1938. Wraz ze swoimi współpracownikami rozstawił on detektory cząstek naładowanych w pewnej odległości. Okazało się, że występowała koincydencja rejestracji zliczeń w licznikach, co oznacza, że do liczników cząstki docierały w tym samym czasie. Koincydencja ta nie zależała praktycznie od odległości pomiędzy licznikami w zakresie od pięciu do 300 m (na zwiększenie tej odległości nie zezwalały warunki techniczne pomiaru). Auger wyciągnął stąd wniosek, że cząstki docierające równocześnie do powierzchni Ziemi na tak dużym obszarze, muszą mieć to samo źródło – są skutkiem wtargnięcia do atmosfery jednej wysokoenergetycznej cząstki promieniowania kosmicznego.
Rozbudowa aparatury pozwoliła stwierdzić, że koincydencje występują również po rozstawieniu liczników w odległości 1 km i większej.

## Źródła wielkich pęków atmosferycznych
Źródłem wielkiego pęku jest zazwyczaj proton, cząstka alfa lub kwant γ. Energia cząstek inicjujących kaskadę jest tak duża, że wszystkie one poruszają się praktycznie z prędkością światła w próżni. Liczba cząstek promieniowania kosmicznego o określonej energii zależy od wartości ich energii. Zakres energii cząstek decyduje o tym czy stanowią plazmę galaktyczną, czy dotarły do detektora z bardziej odległych obszarów. Przynależności do jednej z tych dwu faz promieniowania kosmicznego nie można jednoznacznie rozstrzygnąć w zakresie energii 1017−1019 eV.
Przed rokiem 1993 zarejestrowano kilkaset kaskad o energiach 1019 eV, zaś największe energie jakie można było wówczas rejestrować to 1020 eV.
W przestrzeni kosmicznej na 1 cm2 pada 1 taka cząstka na kilkaset tysięcy lat. Zarejestrowanie ich byłoby praktycznie bardzo trudne, gdyby nie to, że wywoływana przez pojedynczą cząstkę kaskada obejmuje obszar wielu kilometrów kwadratowych.
Przypuszcza się, że cząstki te powstały najprawdopodobniej w wybuchach supernowych, akrecji materii na czarną dziurę i innych gwałtownych procesach gwiazdowych zarówno w naszej galaktyce, jak i w źródłach pozagalaktycznych.

## Rozwój i skład wielkiego pęku
Tradycyjnie cząstki powstające w wielkim pęku dzieli się na składową twardą i składową miękką.
Składowa miękka, zwana również kaskadą elektromagnetyczną, to kwanty promieniowania elektromagnetycznego, elektrony i pozytony. Źródłem fotonów jest głównie promieniowanie hamowania elektronów i pozytonów w polu elektrycznym jąder powietrza, a źródłem elektronów i pozytonów jest proces tworzenia par, który przy tych energiach fotonów jest dominującym procesem utraty energii przez foton. Jak widać każdy akt tworzenia pary zwiększa liczbę cząstek o dwie, a każdy przypadek promieniowania hamowania, powoduje powstanie jednego fotonu. Powstające fotony i elektrony mają energię wystarczające do produkcji kolejnych cząstek. W ten sposób liczba cząstek w kaskadzie narasta lawinowo.
Składowa twarda to cząsteczki jądrowe – protony, neutrony, mezony π, cząstki α i cięższe jądra.
Ponadto w kaskadzie powstają krótko żyjące miony, słabo oddziaływające z materią neutrina oraz inne, często egzotyczne cząstki o bardzo krótkim czasie życia, których rejestracja jest w związku z tym utrudniona. Jeżeli cząstką inicjującą jest cząstka o bardzo wysokiej energii, w wielkim pęku atmosferycznym mogą powstawać również inne masywniejsze cząstki – nawet takie, które są trudne do wytworzenia w akceleratorach.

## Badanie wielkich pęków
Podobnie jak w początkach badania wielkich pęków atmosferycznych, zasadnicza metoda badawcza polega na rozmieszczeniu na dużym obszarze detektorów cząstek i promieniowania. Ponieważ koszty budowy aparatury do detekcji wtórnego promieniowania kosmicznego są wielokrotnie niższe niż koszt budowy akceleratorów, wielkie pęki atmosferyczne nazywane są „akceleratorem dla ubogich”.
Detektory stosowane w rejestracji cząstek wielkiego pęku
Używane są wszelkiego rodzaju detektory, najczęściej
- liczniki scyntylacyjne;
- liczniki Czerenkowa;
- detektory fluorescencyjne;

Liczniki te rejestrują cząstki w czasie rzeczywistym i pozwalają na badanie koincydencji, co pozwala określić również kierunek, z którego nadleciała cząstka pierwotna.
Obecnie jest uruchomionych kilka projektów mających na celu badanie wielkich pęków, m.in.:
- Kaskada (LOPES) – wielki eksperyment w Karlsruhe – Niemcy
- Obserwatorium Auger – lokalizacja detektorów – Argentyna, USA
- Projekt Maze – ciekawy rozproszony projekt badawczy polegający na współpracy placówek naukowych ze szkołami, w których są umieszczane detektory
- CREDO – ogólnoświatowy polski projekt detekcji za pomocą smartfonów i tabletów